# Nycterophaeta notatella
Nycterophaeta notatella là một loài bướm đêm trong họ Noctuidae.